# بيديسينا

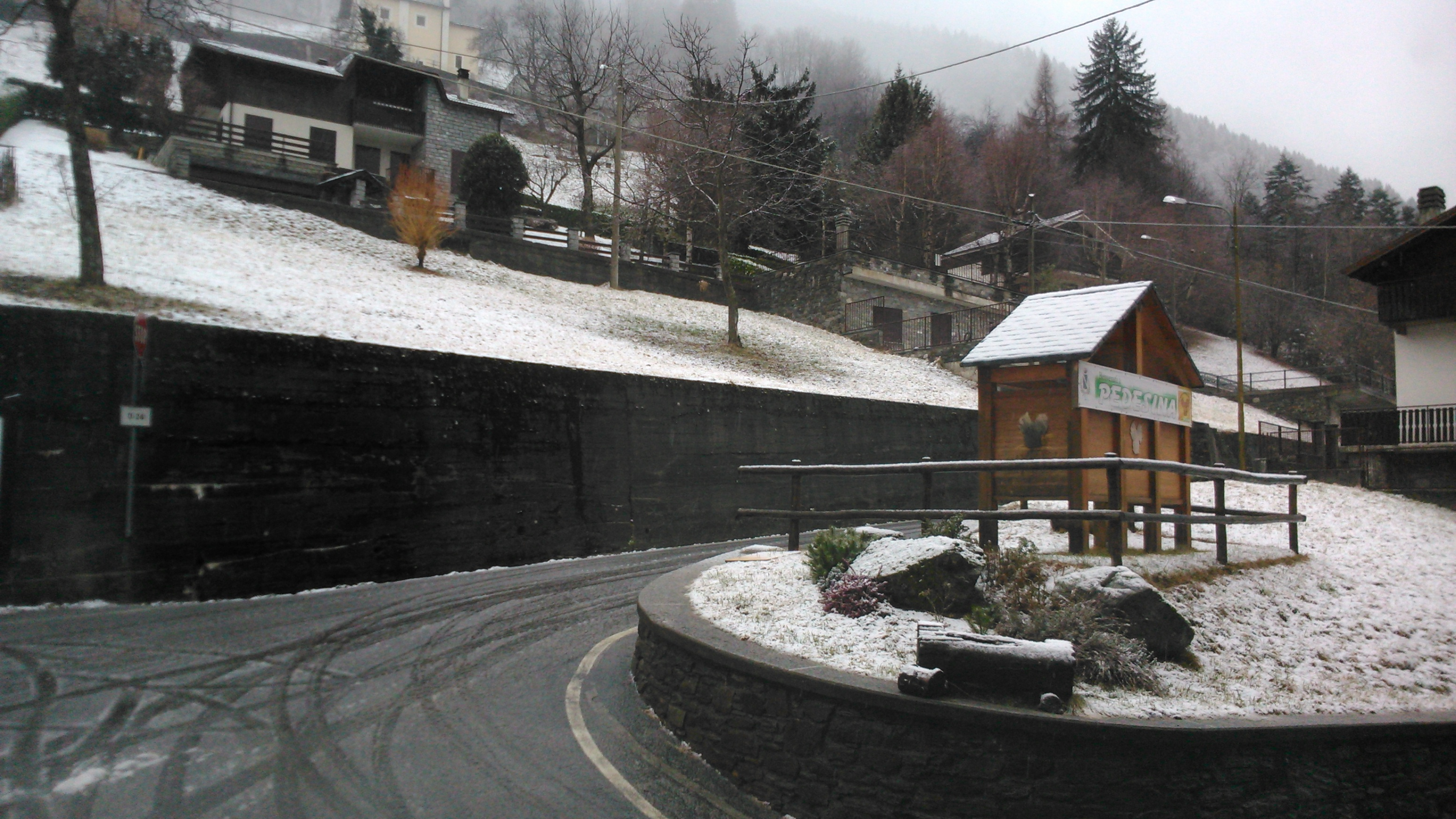
دخول البلدة

بيديسينا هي بلدية في مقاطعة سوندريو في منطقة لومباردي الإيطالية، وتقع على بعد حوالي 120 كيلومتر (75 ميل) شمال شرق ميلانو وحوالي 40 كيلومتر (25 ميل) جنوب غرب سوندريو، كان عدد سكانها 33 نسمة اعتبارًا من 31 ديسمبر 2008 ومساحتها 6.3 كيلومتر مربع (2.4 ميل2). تقع بيديسينا على حدود البلديات التالية: بيما وجيرولا ألتا وبريمانا وراسورا وروجولو. إنها واحدة من أقل البلديات اكتظاظًا بالسكان في إيطاليا، إلى جانب Morterone.